# Distretto di Mueang Uttaradit
Il distretto di Mueang Uttaradit (in thailandese: เมืองอุตรดิตถ์) è un distretto (amphoe) della Thailandia, situato nella provincia di Uttaradit.